# Оскар
Оскар је награда за уметнички и технички рад у филмској индустрији. Многи је сматрају најпрестижнијом и најзначајнијом наградом у индустрији филмске уметности и забаве широм света. Награде које сваке године додељује Академија филмских уметности и наука, међународно су признање за достигнућа у кинематографији, према оцени чланова Академије са правом гласа.

## Историја и правила
За Оскара гласају сви чланови академије. Гласање није обавезно, па већина људи гласа само у својим категоријама. Тако је за освајање Оскара у појединим категоријама довољно тек неколико стотина гласова.
Како је награда добила име Оскар има више верзија. Према једној, име је смислила библиотекарка Академије Маргарет Херик. Она је видела наградну статуу и рекла: Изгледа баш као мој ујак Оскар!. Код прве доделе, 16. маја 1929, није било неизвесности јер су се победници знали три месеца унапред. У првим годинама у такмичење су улазили филмови који су се приказивали у последњих 12 месеци од 1. јула до 30. јуна.
Од 1934. у такмичење улазе филмови који су приказани у биоскопима у протеклих 12 месеци календарске године. У години 1932/1933. у категорију су улазили филмови приказани у биоскопима у последњих 17 месеци. Данас, да би филм могао ући у конкуренцију мора се приказивати одређено време у неколико биоскопа у Лос Анђелесу. Оскар се додељује за филмове из протекле године, нпр. добитник Оскара 2000. је за филм из 1999. године.
Прве две године Оскар су додељивали само најутицајнији чланови Академије. Године 1929. и 1930. додељују га сви чланови Академије. Године 1937, је гласало око 15.000 запослених у филмској индустрији, али су номинације објавили чланови академије. Од 1957. године Академија одлучује о номинацијама и о наградама. Од 1957. до данас начин доделе се није пуно променио: чланови академије, сваки у својој категорији, одлучују тајним гласањем о 5 номинованих за Оскара, а затим бирају између номинованих и победника. Сва гласања су тајна. Обично се номинације објављују око месец дана пре објаве добитника. Године 2004, номинације су се објавиле крајем јануара, а додела је била крајем фебруара. У раним доделама Оскара у појединим категоријама је знало бити и више од 5 номинованих за награду. Са годинама број филмских категорија за награду Оскар се повећавао.
Првих неколико година додела Оскара није привлачила пуно пажње. Први директан телевизијски пренос доделе Оскара био је 1953. године, а први у боји 1966. године.
Правила у додели Оскара мењају се готово сваке године. Промене правила у последњих неколико година укључују:
- Од 2002. године додељује се и Оскар за најбољи дугометражни анимирани филм
- Од 2001. године филм се не сме приказати на интернету пре него што се прикаже у биоскопу, иначе не може ући у такмичење за Оскара
- Од 2000. године у номинацију за најбољи филм евентуалног Оскара могу освојити највише три продуцента за један филм. Године 1998, за филм Заљубљени Шекспир награду је примило 5 продуцената.

## Додела Оскара
Награда Америчке филмске академије (често позната под именом Оскар) је признање које додељује Америчка Академија филмских уметности и наука (енгл. Academy of Motion Picture Arts and Sciences), у част признавања квалитета професионалаца у филмској индустрији, укључујући редитеље , глумце и писце. Свечана церемонија на којој се награде представљају, једна је од најугледнијих церемонија доделе награда у свету. Уједно је и најстарија свечаност доделе награда у медијима, и многе друге церемоније доделе награда као што су Греми награде (за музику), Златни глобус (за све облике визуелних медија), Тони награде (за позориште) и Еми награде (за телевизију), често су по узору на Академију. Академију филмских уметности и наука основао је шеф студија Метро-Голдвин-Мајер (Metro-Goldwyn-Mayer), Луис Б. Мајер.
Прва церемонија доделе награда Америчке филмске академије одржана је 16. маја 1929. у  Хотелу Рузвелт у Холивуду у част изванредних филмских достигнућа у сезони филма у периоду од 1927. - 1928. Домаћини доделе били су глумац Даглас Фербенкс и редитељ Вилијам де Мил. 82. Додела награда у част најбољих на филму за 2009. одржана је у недељу 7. марта 2010. у  Кодак театру, а домаћини церемоније били су Стив Мартин и Алек Болдвин.

## Историјат
Прве награде биле су представљене 16. маја 1929. на приватном бранчу у Хотелу Рузвелт у Холивуду, публици од само 26 људи.
Победници су били најављени 3 месеца раније пре званичне победе. Међутим то је било промењено у другој церемонији доделе Оскара 1930. Од тада и током прве деценије, резултати са давани у новине за објављивање у 23 часа, вече пред доделу. Овај метод коришћен је све док Лос Анђелес Тајмс није објавио имена победника пре почетка церемоније; као резултат, Академија од 1941. користи запечаћене коверте како би открила имена победника. Од 2002. додела Оскара емитује се из Кодак театра.
Прва награда за Најбољег глумца додељена је Емилу Јанингсу (погрешно Џенингс), за његову улогу у филмовима Последња заповест (The Last Command) и Пут свега живог (The Way of All Flesh). Морао је да се врати у Европу пре церемоније, па се Академија сложила да му награду уручи раније. Ово га чини првим добитником Оскара у историји. Од четврте церемоније систем је промењен, па су уметници награђивани у посебним категоријама за само један филм.
До 82. доделе Оскара одржане 2010. укупно је додељено 2789 Оскара, а укупно 302 глумца је добило Оскара. На 29. церемонији, одржаној 27. марта 1957. уведена је категорија за Најбољи филм на страном језику. До тада, филмови на страном језику били су награђивани наградом за Специјално достигнуће.

## Дизајн
Позлаћена статуета направљена од британијума на црној металној основи, дугачка 13.5 инча (34 cm) и тешка 3.85 kg приказује витеза направљеног у Арт деко стилу, како држи крсташки мач стојећи на ролни филма.
МГМ-ов уметнички директор Седрик Гибонс, један од првих чланова Академије, надгледао је дизајнирање статуете. Будући да му је био потребан модел за статуету, његова тадашња жена Долорес дел Рио, упознала га је са мексичким редитељем и глумцем Емилиом Ел Индио Фернандезом. У почетку невољан, Фернандез је на крају пристао да позира наг да би створио оно што данас називамо Оскаром. Након тога је скулптор Џорџ Стенли извајао Гибонсов дизајн у глини а Сачин Смит је статуету направио од 92.5% калаја и 7.5% бакра, а затим је позлатио.
Као подршку америчким напорима у Другом светском рату, статуе су прављене од гипса, и након рата замењиване за златне.

## Име
Корен назива Оскар се оспорава. У једној биографији Бети Дејвис тврди се да је она дала тај назив по свом првом мужу, вођи бенда Хармону Оскару Нелсону. Jош једна тврдња о његовом пореклу је да је извршни секретар Академије, Маргарет Херик, када је први пут видела статуету рекла да је подсећа на њеног „Ујка Оскара“. Трофеј је 1939. званично назван Оскар од стране Академије филмских наука и уметности. Још једна легенда бележи да је Еленор Лилберг, извршни секретар Луиса Б. Мајера, видела прву статуy и узвикнула: „То изгледа као Краљ Оскар!" На крају дана питала је, „Шта ћемо радити са Оскаром, ставити га у трезор?", и тако је име остало.

## Власништво Оскар статуета
Од 1950, статуете су биле законски заштићене условом да ниједан добитник, као ни његови потомци, не сме да прода статуету, уколико је прво не понуди Академији за један амерички долар. Ако добитник одбије ово, Академија задржава статуету. Награде које нису биле заштићене овим договором, продате су на јавним и приватним аукцијама за шестоцифрене суме.
Ово правило је врло спорно, с обзиром на то да је Оскар под власништвом добитника, па тако није на тржишту. Случај унука Мајкла Тода, који је покушао да прода дедину статуету, доказује да се многи не слажу са овим правилима. Када је Тодов унук покушао да прода Оскара колекционару филмског прибор, Академија је добила судски спор, добивши притом и трајни налог. Међутим, иако су неке продаје биле успешне, купци су временом вратили све статуете Академији, која их чува у трезору.

## Номинације
Од 2004, номинације за награде Академије објављују се крајем јануара. Пре 2004, номинације су се објављивале почетком фебруара.

### Гласачи
Академија филмских уметности и наука (Academy of Motion Picture Arts and Sciences), професионална почасна организација, од 2007. броји 5.835 чланова.
Глумци чине највећи део гласачког тела, бројећи 1311 чланова (22%). За последње 73 церемоније, гласови се потврђују ревизијом фирме PriceWaterhouse Coopers.
Одбор гувернера мора позвати све чланове АМПАС-а да се придруже, у име извршне комисије Академије. Може се квалификовати номинацијом, а потенцијални члан се може пријавити на основу неког другог значајног достигнућа у области филма.
Предлози нових чланова разматрају се једном годишње. Академија не открива своје чланове, иако су 2007. у штампи била објављена имена оних који су били позвани да се придруже. У извештају из 2007, такође пише да су имали нешто мање од 6.000 гласача. Број чланова је растао, па се строжим полисама одређен стални број.

## Правила
Данас, судећи по Правилима 2 и 3 из Званичних правила награда Академије, филм се мора приказати у току претходне календарске године, од 1. јануара у поноћ, до краја 31. децембра, у региону Лос Анђелес, Калифорнија, да би могао да се квалификује (осим Најбољег иностраног филма). На пример, Најбољи филм 2010, Катанац за бол, се први пут појавио 2008, али се није квалификовао за награду 2009, јер није био пуштен у квалификацијама за Оскара у Лос Анђелесу до средине 2009, па се тако квалификовао 2010.
Правило 2 налаже да филм мора бити дугометражни, најмање 40 минута, осим оних који се такмиче за награду у области најбољег краткометражног филма. Филм такође мора бити на траци од 35 или 70mm, од 24 или 48 кадрова и са резолуцијом не мањом од 1280х720.
Продуценти морају доставити Званичне заслуге филмској индустрији путем интернета пре истека рока; уколико то не ураде, филм неће моћи да се квалификује за Награде Академије, не само те, него било које године. Образац укључује заслуге продукције у свим категоријама. Онда се сваки образац проверава и ставља се на Листу квалификованих издања.
Крајем децембра, гласачки листићи и копије Листе квалификованих издања добија око 6000 активних чланова. У већини категорија, чланови сваке гране гласају да би одредили номинације само у својој одговарајућој категорији (нпр. само редитељи гласају за редитеље, текстописци за текстописце, глумци за глумце, итд.); међутим, постоје неки изузеци у случају одређених категорија, као што су Инострани филм, Документарац и Анимирани филм, где филмове бира посебна комисија филмске индустрије, састављена од чланова из сваке области. У случају Најбољег филма, сви гласачи су квалификовани да изаберу номинације за ту категорију. Инострани филм мора садржати енглески титл, а свака земља може да пријави један филм годишње.
Победници се одлучију у другом кругу гласања, у ком сви чланови могу да гласају у већини категорија, укључујући и Најбољи филм.

## Церемонија
- 31. Додела награда Академије, Пантагес театар, Холивуд, 1959.
- 81. Додела награда Академије, Холивуд и Хајленд, Холивуд, 2009.

Главне награде уручују се на церемонији која се емитује уживо, углавном између фебруара и марта, шест недеља након објављивања номинација. Представља кулминацију сезоне додела филмских награда, која обично почиње новембра или децембра претходне године. Позвани гости шетају црвеним тепихом у креацијама најистакнутијих дизајнера тог времена. Мушкарци углавном носе црна одела, иако мода можда диктира тренд неношења лептир-машне. Музички извођачи се понекад не придржавају овог правила. (Извођачи који су номиновани за Најбољу филмску нумеру често изводе те песме уживо за време церемоније, а њихов наступ се често користи да промовише телевизијско емитовање.)
Додела Оскара се уживо емитује широм Америке (осим у Аљасци и на Хавајима), у Канади, Уједињеном Краљевству, и окупља милионе гледалаца широм света.2007, церемонију је гледало више од 40 милиона Американаца. Академија већ неколико година тврди да је број гледалаца широм света достигао милијарду, али ово још увек није потврђено од стране неког независног извора.
Додела награда први пут је емитована 1953. на Ен-Би-Си-ју. Дуго се одржавала понедељком а онда је церемонија померена за недељу, да би више људи могло да гледа. Филмска индустрија се дуго противила недељним емитовањем доделе зато што се поклапала са биоскопским пројекцијама.30. марта 1981., церемонија је одложена за следећи дан, због атентата на председника Роналда Регана.
Године 1993. уведена је Ин Мемориам одељак, у част оних који су значајно допринели филму а умрли у претходних 12 месеци. Ово је довело до оштрих критика због изостављања великих глумаца као што су Леонард Шредер, Малколм Арнолд, Џин Бери, Фара Фосет и Хенри Гибсон. Списак имена изабраних да буду укључени у Ин Мемориам одељак, саставља мали комитет Академије а не продуценти шоуа.
Године 2010. организатори Доделе награда изјавили су да говори приликом примања награда не сме бити дужи од 45 секунди. Овим је требало, по речима организатора Била Мекеника, да се избегну претерано дуги изливи емоција.

## Оцена
Историјски гледано Додела награда била је гледанија када су биоскопски хитови били у трци за награду. Више од 57,25 милиона гледалаца гледало је, 1998., Титаник који је зарадио око 600 милиона америчких долара. 76-а Додела Оскара на којој је Господар прстенова: Повратак краља освојио 11 награда, укључујући и ону за Најбољи филм, привукла је 43,56 милиона гледалаца.

## Простор
Године 1929. прва Додела Оскара је одржана на банкету у Рузвелт хотелу у Холивуду. Грејманов театар у Холивуду је касније постао домаћин Доделе а након њега Шрајн аудиторијум је преузео. Од 1950. до 1960, награде су додељиване у холивудском Пантаже театру. Додела Оскара се преселила у Санта Монику 1961. Већ 1969. Академија је одлучила да врати церемонију у Лос Анђелес, овог пута у Дороти Чендлер Павиљон, који се налази у локалном музичком центру. Од 2002. године Кодак театар је постао стални домаћин Доделе.

## Критике
Номиновани за Оскара углавном су изгласани од стране људи коју су у шоу-бизнису; и тако важни филмови који су имали највећи број људи који су допринели филму постају номиновани. Редитељ, Вилијам Фридкин, добитник Оскара и продуцент Доделе Награда, критиковао је Доделу на конференцији у Њујорку. Чак неколико добитника је оштро бојкотовало церемонију и одбило да прими Оскара. Први који је то урадио био је Дадли Николс. Џорџ Скот је постао друга особа која је то урадила на 43. Додели. Он је објаснио, „Цела ова ствар је проклета парада меса, не желим да учествујем у томе." Трећи добитник, Марлон Брандо, одбио је награду, наводећи дискриминацију и непоштовање Филмске индустрије према Индијанцима. Нажалост, критичка вредност, уметничка визија, утицај културе, и иновативност нових филмова нису довољно цењени. Нарочито од осамдесетих година, блокбастери са сјајном производњом, често су више прављени да би задовољили публику него што су имали неку уметничку вредност. Додела је често била критикована због тога што је била пристрасна према одређеним типовима извођења и жанровима филмова. Оскар за Најбољи филм никад није додељен филмовима са научном фантастиком, анимираним филмовима а ретко су жанрови као што су хорори, фантазије, комедије и вестерни признати од стране Академије филмских наука и уметности.
Оскар за најбољи филм (енгл. Academy Award for Best Picture) додељује се сваке године продуцентима награђеног филма још од прве доделе Оскара 1928. године.

## Категорије у којима се додељује награда Оскар
- Оскар за најбољи филм (од 1928. године)
- Оскар за најбољег режисера (од 1928. године)
- Оскар за најбољег главног глумца (од 1928. године)
- Оскар за најбољу глумицу у главној улози (од 1928. године)
- Оскар за најбољег споредног глумца (од 1936. године)
- Оскар за најбољу споредну глумицу (од 1936. године)
- Оскар за најбољу сценографију (од 1928. године)
- Оскар за најбољег помоћника режисера (од 1933. до 1937. године)
- Оскар за најбољу фотографију (од 1928. године)
- Оскар за најбољег режисера комедије (1928. године)
- Оскар за најбољу костимографију (од 1948. године)
- Оскар за најбољег плесног режисера (од 1935. до 1937.)
- Оскар за најбољи документарни филм
- Оскар за најбољи кратки документарни филм
- Оскар за најбољу монтажу
- Оскар за најбољи страни филм (од 1947. године)
- Оскар за најбољу шминку
- Оскар за најбољу оригиналну музику
- Оскар за најбољу оригиналну песму
- Оскар за најбољи анимирани филм (од 2001. године)
- Оскар за најбољи кратки анимирани филм
- Оскар за најбољи оригинални сценарио (од 1940. године)
- Оскар за најбољи адаптирани сценарио (од 1928. године)
- Оскар за најбоље визуелне ефекте
- Оскар за најбољу оригиналну причу (од 1928. до 1956. године)
- Оскар за најбољи испис титлова (1928. године)
- Оскар за најбољи звук
- Оскар за најбоље звучне ефекте
- Оскар за најбољи кратки анимирани филм
- Оскар за најбољи кратки филм у боји
- Оскар за најбољи кратки иновативни филм
- Оскар за најбољу уметничку и артистичку продукцију (1928. године)
- Оскар за најбоља техничка достигнућа (од 1931. године)
- Оскар за најбоље инжињерске ефекте (1928. године)